# イブラヒマ・コネ (1999年生のサッカー選手)
イブラヒマ・コネ（フランス語: Ibrahima Koné、1999年6月16日 - ）は、マリ共和国・バマコ出身のサッカー選手。マリ共和国代表。ポジションはFW。

## クラブ歴
2018年2月にエリテセリエンのFKハウゲスンに2021年までの契約で加入。2020年にはTFF1.リグのアダナ・デミルスポルに期限付き移籍した。
2021年1月10日にエリテセリエンのサルプスボルグ08に完全移籍し3年契約を締結した。 2022年1月31日にリーグ・アンのFCロリアンに4年半契約で完全移籍した。
2023年8月16日、ラリーガのUDアルメリアへ移籍し、2028年までの5年契約を結んだ。2023年10月16日、コネはウガンダとの親善試合中に右足首を骨折し、これを修復するための足首手術を受けました。この負傷により、彼は5か月間プレーできなくなりました。 2024年8月30日、コネはアルメリアから1年間のレンタル契約でサウジ・プロフェッショナルリーグのクラブアル・オフドゥードに加入しました。

## 代表歴
年代別代表では2019 FIFA U-20ワールドカップに出場した経歴がある。
A代表初出場はそれより遡り、2017年7月22日のアフリカネイションズチャンピオンシップ2018予選のガンビア代表戦で、この試合でハットトリックを達成した。その後は代表で出場する機会が長らくなかったが、2021年9月1日の2022 FIFAワールドカップ・アフリカ2次予選のルワンダ代表戦で4年ぶりの出場を記録した。

## エピソード
2022年1月12日のアフリカネイションズカップ2021・チュニジア代表戦では彼がペナルティキックを決めてマリ代表を1-0の勝利に導いたが、この試合は主審のジャニー・シカズウェが85分に試合終了のホイッスルを吹き、その後試合が再開されたが結局89分で試合が終了したという非常に物議を醸す試合となった。